# الکساندرا پاورز
الکساندرا پاورز (انگلیسی: Alexandra Powers) بازیگر اهل ایالات متحده آمریکا است.
از فیلم‌ها یا برنامه‌های تلویزیونی که وی در آن نقش داشته‌است، می‌توان به سکوت قلب، خیابان جامپ شماره ۲۱، انجمن شاعران مرده، ماسک، طلوع خورشید، آخرین پایمرد، بازیگر، بیرون از دریا، لباس ساده و طوفان اشاره کرد.